# Winfried Bölke
Winfried Bölke, écrit également Boelke (né le 25 mai 1941 à Genthin et mort le 26 janvier 2021), est un coureur cycliste allemand.

## Biographie
Professionnel de 1964 à 1972, il a notamment été Champion d'Allemagne sur route chez les amateurs en 1962 et 1963 et chez les professionnels en 1965, 1966 et 1967.
Champion d'Allemagne sur route amateurs en 1962 et 1963 et médaillé de bronze du championnat du monde amateurs sur route en 1963, il devient professionnel en octobre 1963 et le reste jusqu'en 1972, notamment au sein de l'équipe Peugeot-BP-Michelin de 1964 à 1969. Il remporte le championnat d'Allemagne sur route en 1965, 1966 et 1967, égalant Erich Bautz et Hans Junkermann également trois fois champions d'Allemagne. Avec l'équipe d'Allemagne, il participe à sept championnats du monde sur route, et à deux Tours de France, en 1967 et 1968. Il se classe deuxième de la sixième étape à Metz en 1967 derrière Herman Van Springel, mais ne parvient pas au terme de ces deux éditions.
Après son retrait pour des raisons de santé, il devient employé municipal. À l'âge de 45 ans, il revient à la compétition. Il se retire définitivement du cyclisme en 1993.

## Palmarès

### Palmarès amateur
- 1961
  -  Champion d'Allemagne de la montagne
- 1962
  -  Champion d'Allemagne sur route amateurs
  - 4e du championnat du monde amateurs sur route
- 1963
  -  Champion d'Allemagne sur route amateurs
  - Tour de Cologne
  - Tour du Wartenberg
  -  Médaillé de bronze du championnat du monde amateurs sur route

### Palmarès professionnel
| - 1964 - Tour de l'Oise : - Classement général - 3e étape - 5e étape du Tour de Catalogne - 2e du Grand Prix de Cannes - 2e du championnat d'Allemagne sur route - 1965 - Champion d'Allemagne sur route - 1966 - Champion d'Allemagne sur route - 3e étape de Paris-Luxembourg - 3e de Paris-Luxembourg - 1967 - Champion d'Allemagne sur route - 2e du GP Union Dortmund | - 1968 - Maaslandse Pijl - 2e du championnat d'Allemagne sur route - 1969 - Grand Prix de Saint-Raphaël - 2e du Tour du Condroz - 2e du Circuit de Belgique centrale - 2e du GP Union Dortmund - 3e de la Maaslandse Pijl - 1970 - Tour du Kaistenberg - 2e du Tour du Nord-Ouest de la Suisse - 3e du championnat d'Allemagne sur route |  |

## Résultats sur les grands tours

### Tour de France
2 participations 
- 1967 : abandon (8e étape)
- 1968 : abandon (12e étape)

### Tour d'Italie
1 participation 
- 1967 : abandon

### Source
- (de) Cet article est partiellement ou en totalité issu de l’article de Wikipédia en allemand intitulé « Winfried Bölke » (voir la liste des auteurs).